# フランスのサンティアゴ・デ・コンポステーラの巡礼路
フランスのサンティアゴ・デ・コンポステーラの巡礼路は、1998年にユネスコの世界遺産に登録された（世界遺産ID868）。1993年にスペインの世界遺産として登録された「サンティアゴ・デ・コンポステーラの巡礼路」（世界遺産ID669）を拡張したものではなく、別件として扱われている。
ここで登録されているのは、巡礼路の一部区間と、巡礼路の途上にある主要な歴史的建造物群であり、建造物群の一部には他の世界遺産の物件と重複するものもある。

## 登録リスト
以下の物件は基本的に 公式サイト の登録順に従っている。同じ都市の物件は同一項にまとめた場合がある。

### 建造物群

#### アキテーヌ地域圏
- ペリグー : サン＝フロン大聖堂 (cathédrale Saint-Front)(ID868-001)
- サン＝タヴィ＝セニウール ( fr:Saint-Avit-Sénieur) : 教会(ID868-002)
- ル・ビュイソン＝ド＝カドゥアン (fr:Le Buisson-de-Cadouin) : 旧大修道院(ID868-003)
- バザス : 旧大聖堂(fr:cathédrale Saint-Jean-Baptiste ) : (ID868-004)
- ボルドー : サン＝スーラン大寺院 (basilique Saint-Seurin) (ID868-005)、サン＝ミシェル大寺院 (basilica Saint-Michel) (ID868-006)、サン＝タンドレ大聖堂 (cathédrale Saint-André) (ID868-007)
- ラ・ソーヴ＝マジュール (fr:La Sauve-Majeure) : 大修道院 (ID868-008)、サン＝ピエール教会 (église Saint-Pierre) (ID868-009)
- スラック＝シュル＝メール (fr:Soulac-sur-Mer) : ノートル＝ダム＝ド＝ラ＝ファン＝デ＝テル教会 (église de Notre-Dame-de-la-Fin-des-Terres) (ID868-010)
- エール＝シュル＝ラドゥール (fr:Aire-sur-l'Adour) : サント＝キトリー教会 (église Sainte-Quitterie) (ID868-011)
- ミミザン (fr:Mimizan) : 鐘楼(Clocher-porche de l'ancienne église )(ID868-012)
- ソルド＝ラベイ (fr:Sorde-l'Abbaye) : サン＝ジャン大修道院 (abbaye Saint-Jean)(ID868-013)
- サン＝スヴェール (fr:Saint-Sever) : 大修道院(Abbaye)(ID868-014)
- アジャン : サン＝カプレ大聖堂 (cathédrale Saint Caprais)(ID868-015)
- バイヨンヌ : サント＝マリー大聖堂 (cathédrale Sainte-Marie)(ID868-016)
- ロピタル＝サン＝ブレーズ (L'Hôpital-Saint-Blaise) : 教会(ID868-017)
- サン＝ジャン＝ピエ＝ド＝ポル: サン＝ジャック門 (porte Saint Jacques)(ID868-018)
- オロロン＝サント＝マリー: サント＝マリー大聖堂 (cathédrale Sainte Marie)(ID868-019)

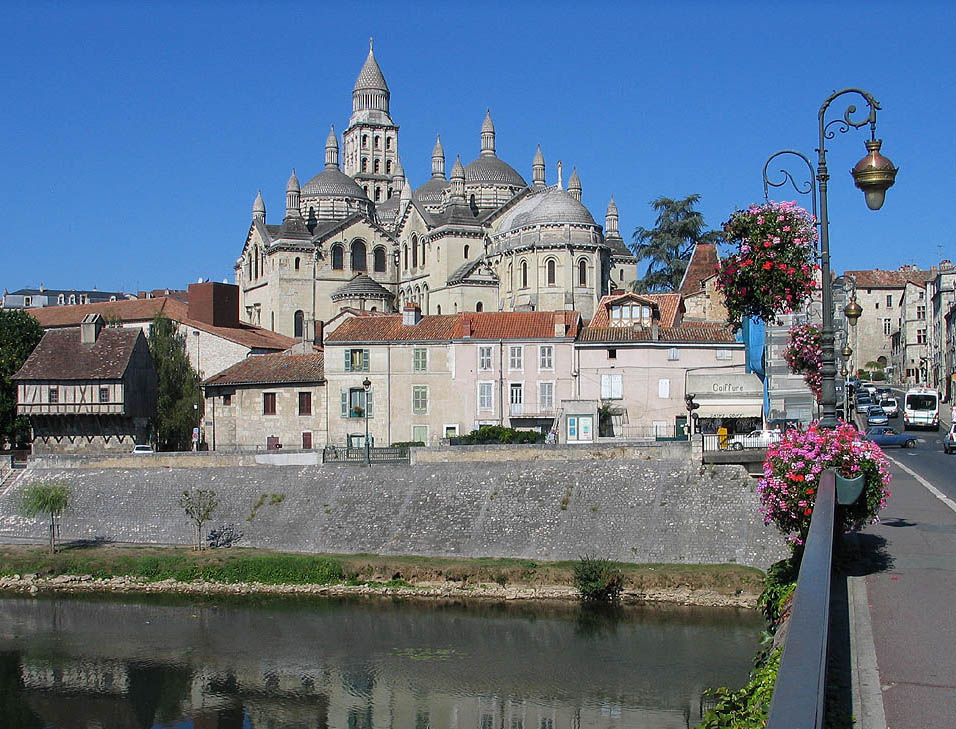
ペリグーのサン＝フロン大聖堂(ID868-001)
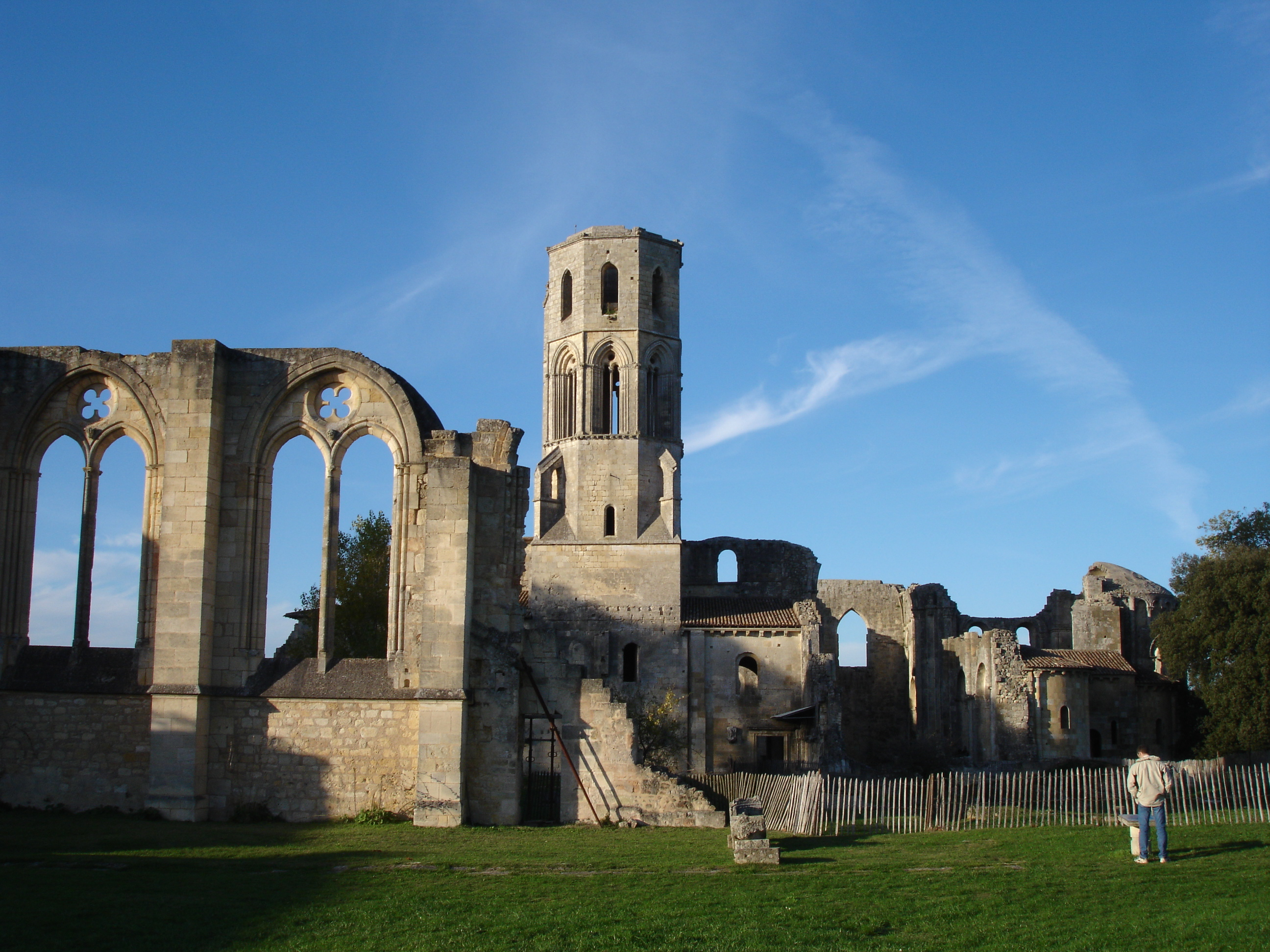
ラ・ソーヴ＝マジュールの大修道院 (ID868-008)
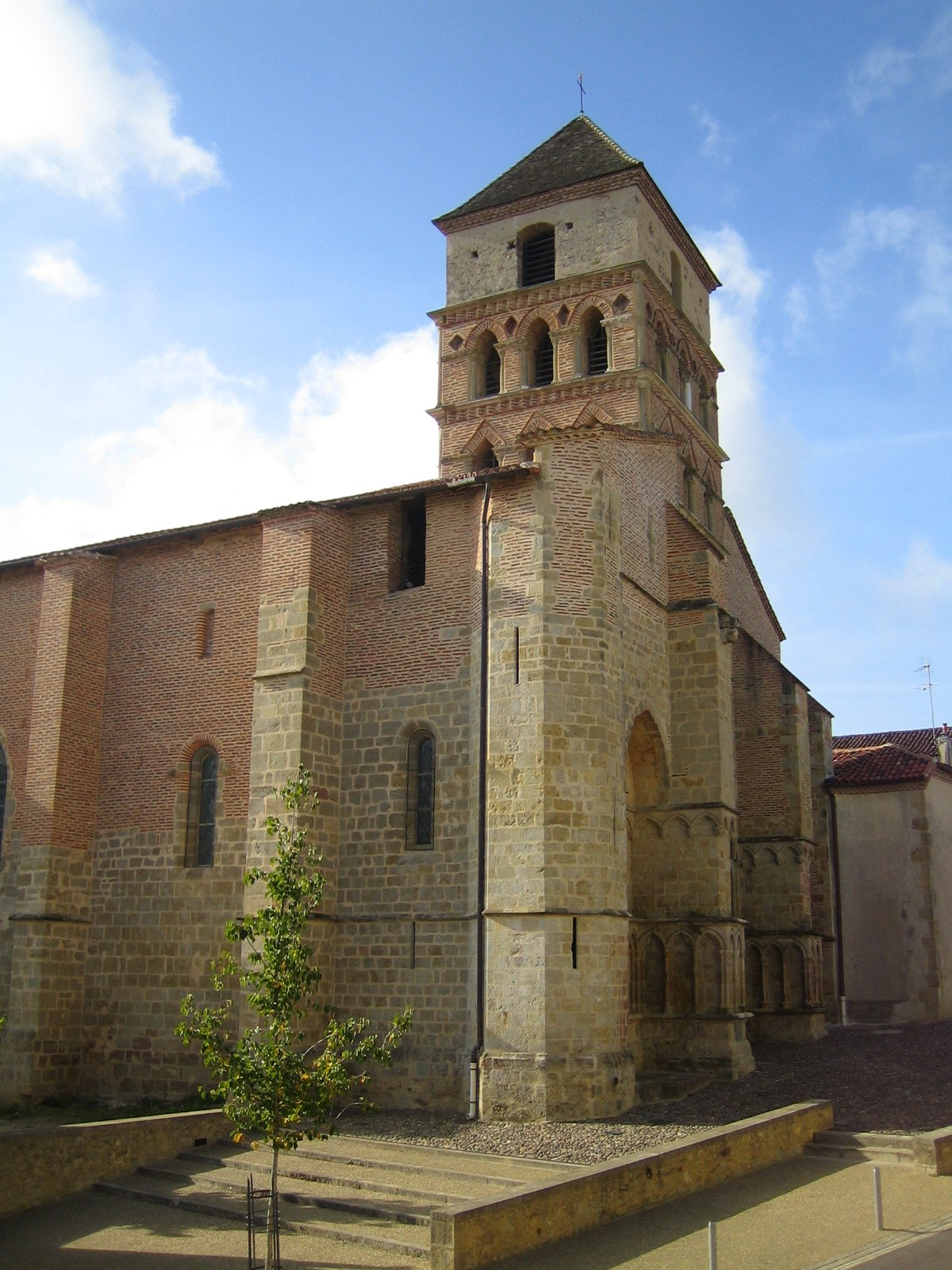
エール＝シュル＝ラドゥールのサント＝キトリー教会(ID868-011)
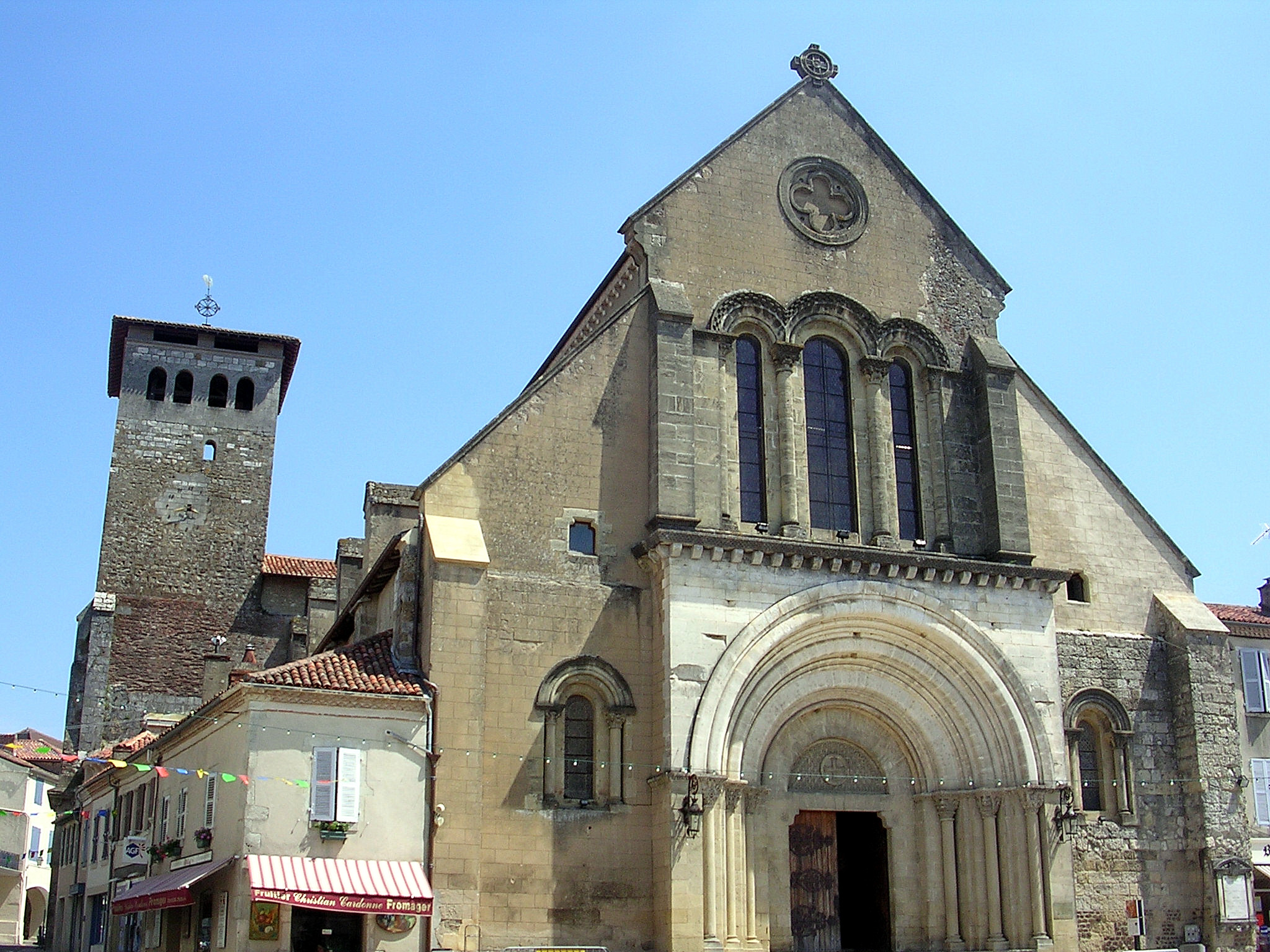
サン＝スヴェールの大修道院(ID868-014)
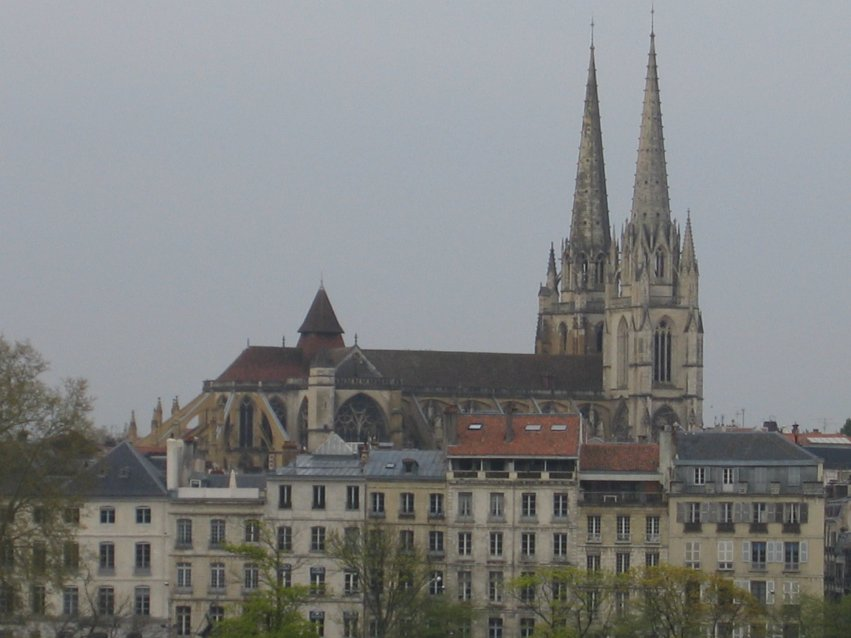
バイヨンヌの大聖堂(ID868-016)
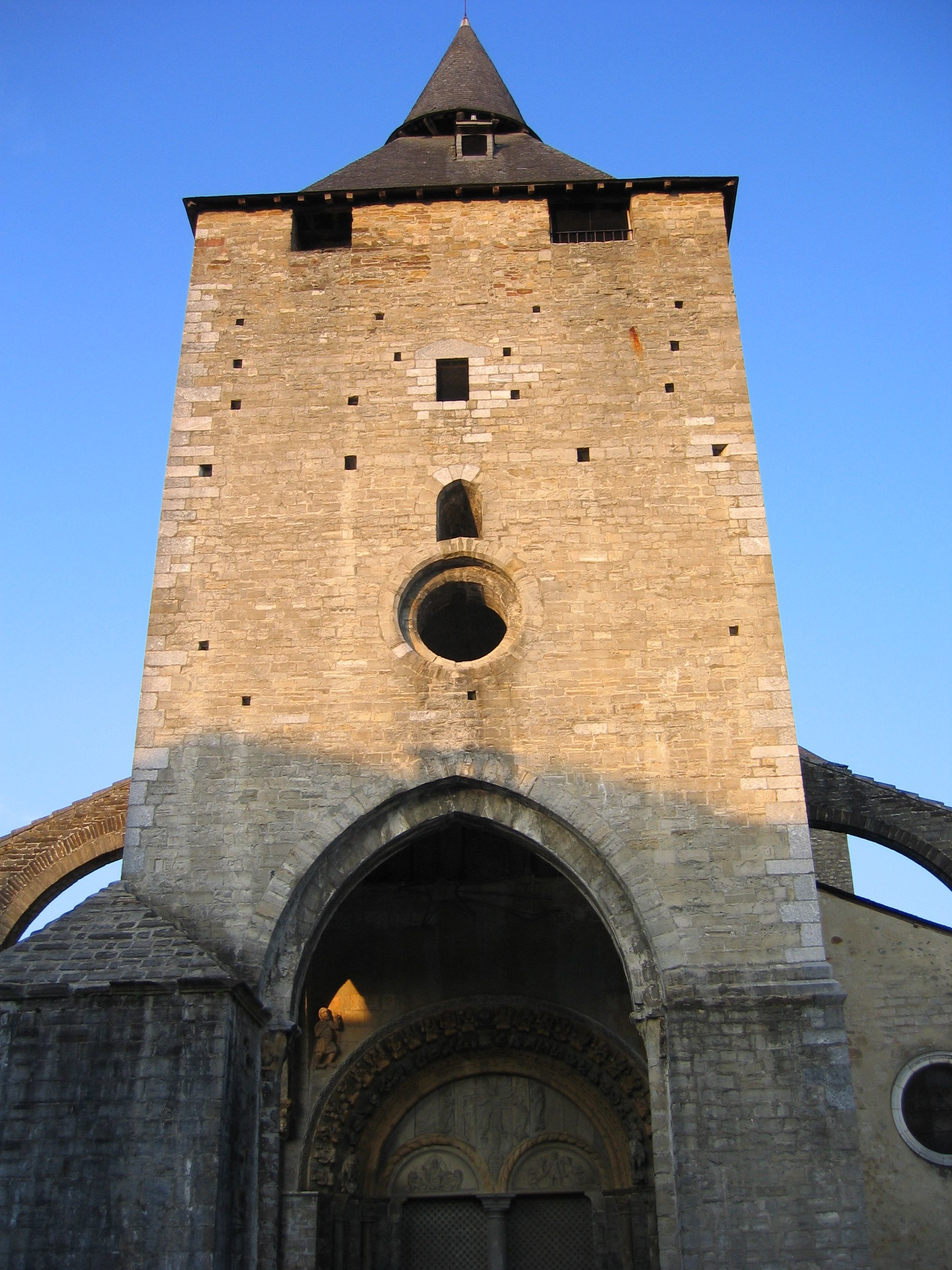
オロロンのサント＝マリー大聖堂(ID868-019)

#### オーヴェルニュ地域圏
- クレルモン＝フェラン : ノートルダム＝デュ＝ポール教会 (église Notre-Dame-du-Port)(ID868-020)
- ル・ピュイ＝アン＝ヴレ : 大聖堂 (Cathédrale Notre-Dame)(ID868-021)、サン＝ジャック施療院 (Hôtel-Dieu Saint-Jacques)(ID868-022)

#### バス＝ノルマンディー地域圏
- モン・サン＝ミシェル(ID868-023)
  - 「モン・サン＝ミシェルとその湾」の名で単独の世界遺産としても登録されている（ID80）。

#### ブルゴーニュ地域圏

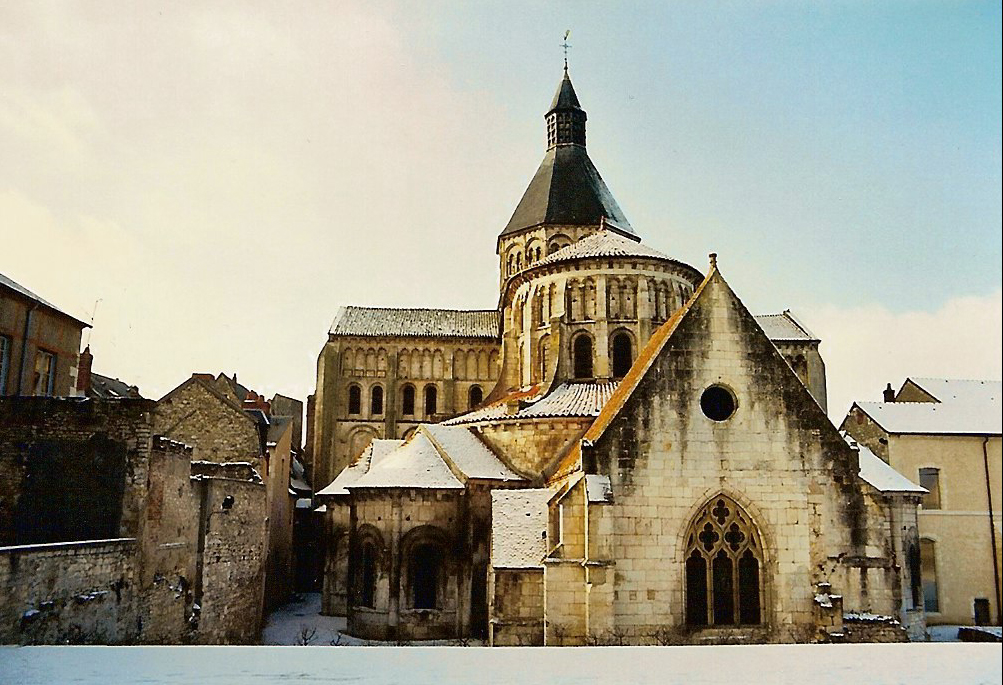
ラ・シャリテ＝シュル＝ロワールのサント＝クロワ＝ノートル＝ダム教会(ID868-024)

- ラ・シャリテ＝シュル＝ロワール  : サント＝クロワ＝ノートル＝ダム教会 (église prieurale Sainte-Croix-Notre-Dame)(ID868-024)
- アスカン (fr:Asquins) : サン＝ジャック・ダスカン教会 (église Saint-Jacques d'Asquins)(ID868-025)
- ヴェズレー : サント＝マドレーヌ大聖堂 (Basilique Sainte-Madeleine)(ID868-026)
  - 「ヴェズレーの教会と丘」の名で単独の世界遺産としても登録されている（ID84）。

#### サントル＝ヴァル・ド・ロワール地域圏
- ヌーヴィー＝サン＝セピュルクル (fr:Neuvy-Saint-Sépulchre) : サン＝テチエンヌ・コレジアル教会 (collégiale Saint-Etienne)(ID868-027)
- ブールジュ : サン＝テチエンヌ大聖堂 (cathédrale Saint-Etienne)(ID868-028)
  - 「ブールジュ大聖堂」の名で単独の世界遺産としても登録されている（ID635）。

#### シャンパーニュ＝アルデンヌ地域圏

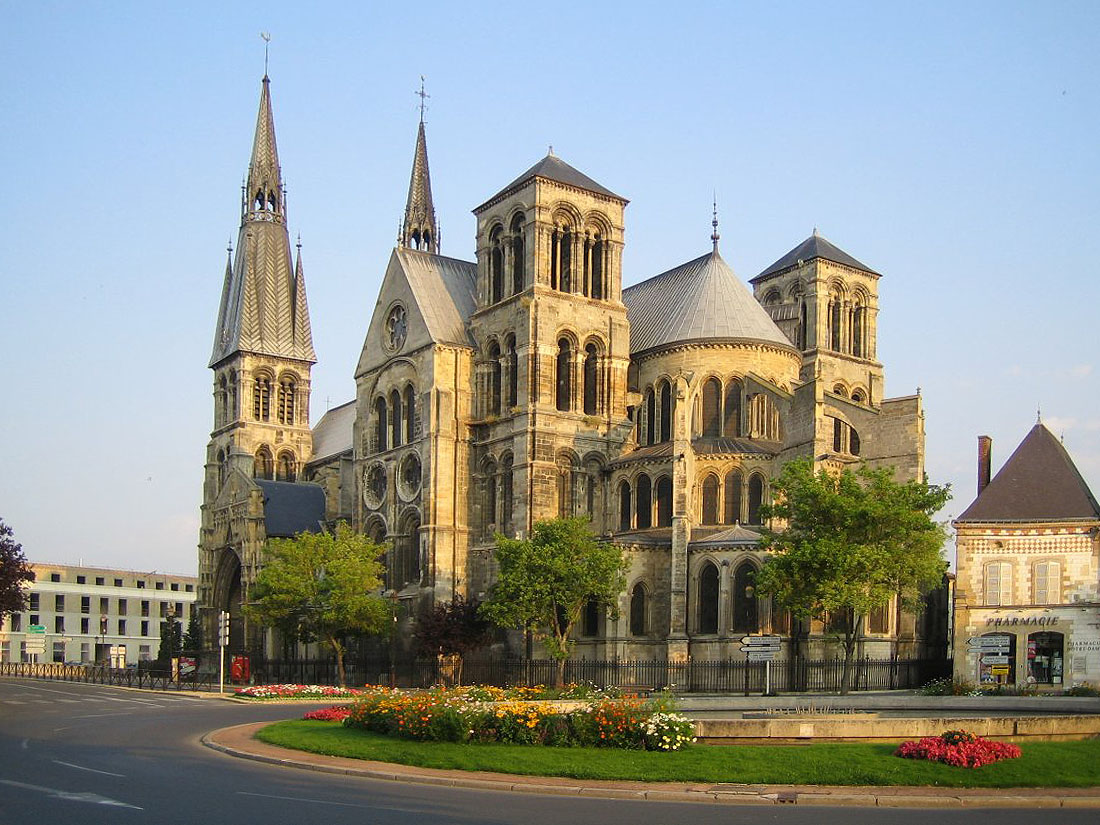
シャロン＝アン＝シャンパーニュのノートル＝ダム＝アン＝ヴォー教会(ID868-030)

- レピーヌ (fr:L'Epine) : ノートルダム寺院 (basilique Notre-Dame)(ID868-029)
- シャロン＝アン＝シャンパーニュ : ノートル＝ダム＝アン＝ヴォー教会 (église Notre-Dame-en-Vaux)(ID868-029)

#### イル・ド・フランス地域圏
- パリ: サン＝ジャック塔 (Tour Saint-Jacques) （サン＝ジャック＝ド＝ブシュリー教会遺跡 (vestige de l'église Saint-Jacques-de-la-Boucherie)）(ID868-031)

#### ラングドック＝ルシヨン地域圏
- サン＝ギエム＝ル＝デセール (fr:Saint-Guilhem-le-Désert) : ジェローヌ旧大修道院  (ancienne abbaye de Gellone)（ID868-032）
- アニャーヌ (fr:Aniane) / サン＝ジャン＝ド＝フォス (fr:Saint-Jean-de-Fos) : 悪魔橋 (Pont du Diable)（ID868-033）
- ガール県サン＝ジル: 旧大修道院付属教会 (ancienne abbatiale)（ID868-034）

#### リムーザン地域圏
- サン＝レオナール＝ド＝ノブラ (fr:Saint-Léonard-de-Noblat) : サン＝レオナール教会 (église Saint-Léonard)（ID868-035）

#### ミディ＝ピレネー地域圏

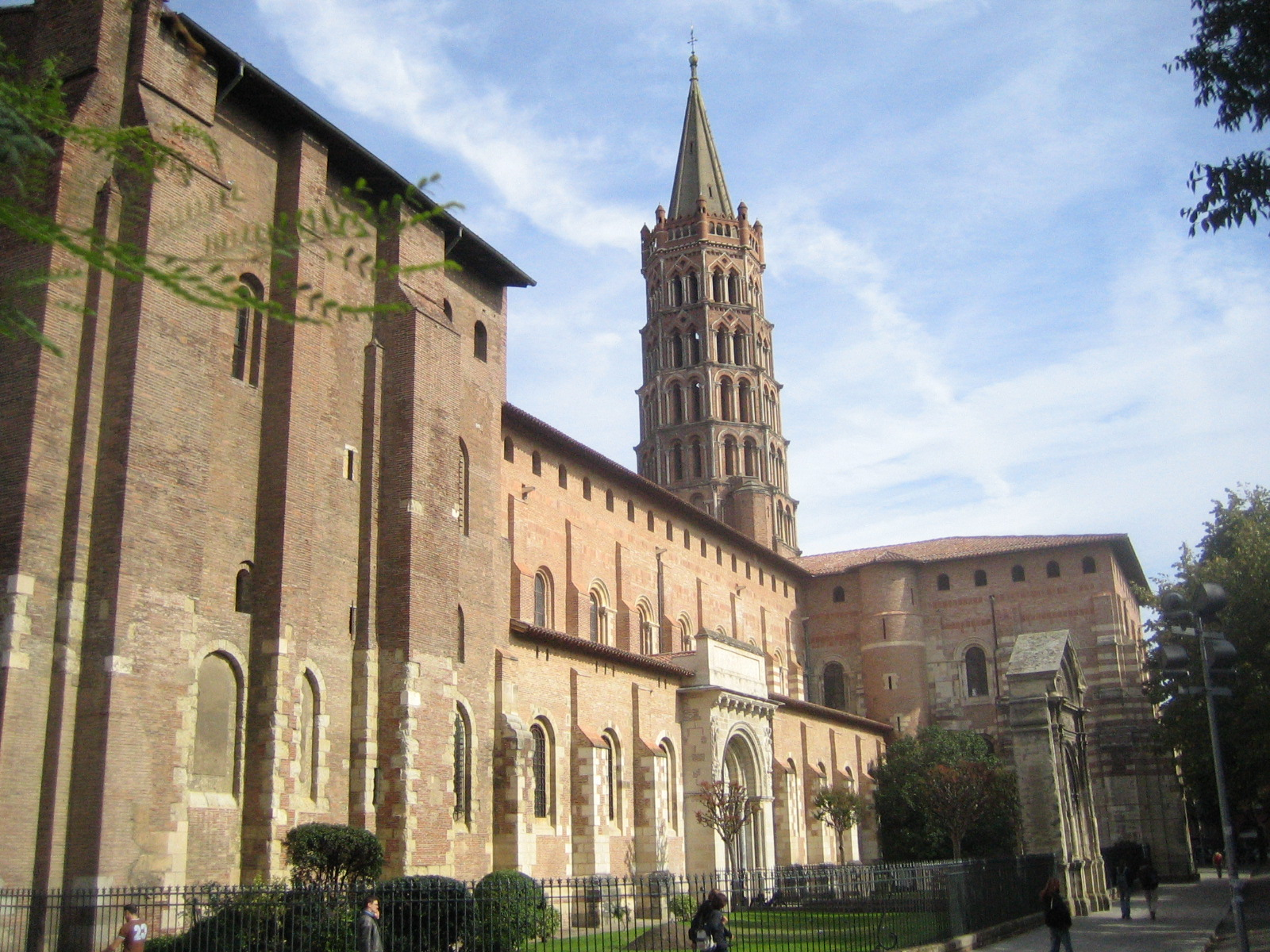
トゥールーズのサン＝セルナン大寺院（ID868-045）

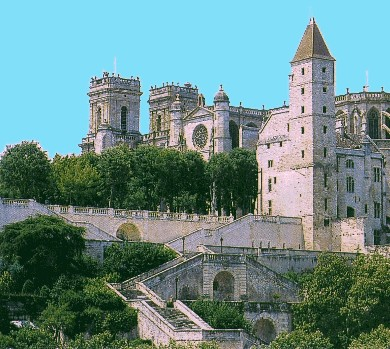
オーシュのサント＝マリー大聖堂（ID868-048）

- オードレッサン (fr:Audressein) : トラムセグ教会 (église de Tramesaygues)（ID868-036）
- サン＝リジエ (fr:Saint-Lizier) : 旧大聖堂とその回廊、ノートル＝ダム＝ド＝ラ＝セド大聖堂 (cathédrale Notre-Dame-de-la-Sède)、司教宮 (palais épiscopal)、城砦 (rempart)（ID868-037）
- コンク  : サント＝フォワ修道院付属教会 (abbatiale Sainte-Foy)（ID868-038）、ドゥルドゥー川に架かる橋 (pont sur Dourdou)（登録ID868-039）
- エスパリオン : ポン＝ヴィュー (Pont-Vieux)（登録ID868-040）
- エスタン (アヴェロン県) : ロット川に架かる橋 (pont sur le Lot)（ID868-041）
- サン＝シェリ＝ドブラック : ボラルド川の架かる通称「巡礼者」橋 (pont dit “des pèlerins” sur la Boralde)（ID868-042）
- サン＝ベルトラン＝ド＝コマンジュ (fr:Saint-Bertrand-de-Comminges) : 旧ノートルダム聖堂 (ancienne cathédrale Notre-Dame)（ID868-043）、原始キリスト教バシリカ (basilique paléochrétienne)・サン＝ジュリヤン礼拝堂 (chapelle Saint-Julien)（ID868-044）
- トゥールーズ : サン＝セルナン大寺院 (basilique Saint-Sernin)（ID868-045）、サン＝ジャック施療院 (Hôtel-Dieu Saint-Jacques)（ID868-046）
- ヴァルカブレール (fr:Valcabrère) : サン＝ジュ教会 (église Saint-Just)（ID868-047）
- オーシュ : サント＝マリー大聖堂 (cathédrale Sainte-Marie)（ID868-048）
- ボーモン＝シュル＝オッス (fr:Beaumont-sur-l'Osse)、ラレサンジュ (fr:Larressinge) : アルティグ橋 (Pont d'Artigue) （ID868-049）- ラルティグ橋 (pont de Lartigue)とも呼ばれる。
- ラ・ロミウー (fr:La Romieu) : コレジアル・サン＝ピエール (collégiale Saint-Pierre)（ID868-050）
- カオール : サン＝テチエンヌ大聖堂 (cathédrale Saint-Etienne)（ID868-051）、ヴァラントレ橋 (pont Valentré)（ID868-052）
- グレアルー (fr:Gréalou) : ペック＝ラグレールのドルメン (dolmen de Pech-Laglaire)（ID868-053）
- フィジャック (fr:Figeac) : サン＝ジャック病院 (hôpital Saint-Jacques)（ID868-054）
- ロカマドゥール (fr:Rocamadour) : サン＝ソヴール教会 (église Saint-Sauveur)のサン＝タマドゥール地下礼拝堂 (crypte Saint-Amadour)（ID868-055）
- アラニュエ (fr:Aragnouet) : ル・プランの施療院 (hospice du Plan)・ノートル＝ダム＝ド＝ラソンプシオン礼拝堂 (chapelle Notre-Dame-de-l'Assomption)（ID868-056）
- ガヴァルニー (fr:Gavarnie) : 小教区教会 (église paroissiale Saint-Jean-Baptiste)（ID868-057）
  - 世界遺産「ピレネー山脈のモン・ペルデュ」の一部としても登録されている（ID773）。
- ジュゾー (fr:Jezeau) : サン＝ローラン教会 (église Saint-Laurent)（ID868-058）
- ウルディ＝コトデュサン (fr:Ourdis-Cotdussan) : コトデュサン教会 (église de Cotdussan)（ID868-059）
- ラバスタン (fr:Rabastens) : ノートル＝ダム＝デュ＝ブール教会 (église Notre-Dame-du-Bourg)（ID868-060）
- モワサック : サン＝ピエール修道院付属教会とその回廊 (abbatiale Saint-Pierre et cloître)（ID868-061）

#### オクシタニー地域圏
- ロット県：サン＝シルク＝ラポピの聖ジェローヌ教会（Saint Gellone）

など

#### ピカルディー地域圏
- アミアン : ノートルダム大聖堂 (cathédrale Notre-Dame)（ID868-062）
  - 「アミアン大聖堂」の名で単独の世界遺産としても登録されている（ID162）。
- フォルヴィル (fr:Folleville (Somme) : サン＝ジャン＝バチスト小教区教会 (église paroissiale Saint-Jacques le Majeur et Saint-Jean-Baptiste)（ID868-063）
- コンピエーニュ : サン＝ジャック小教区教会 (église paroissiale Saint-Jacques)（ID868-064）

#### ポワトゥー＝シャラント地域圏

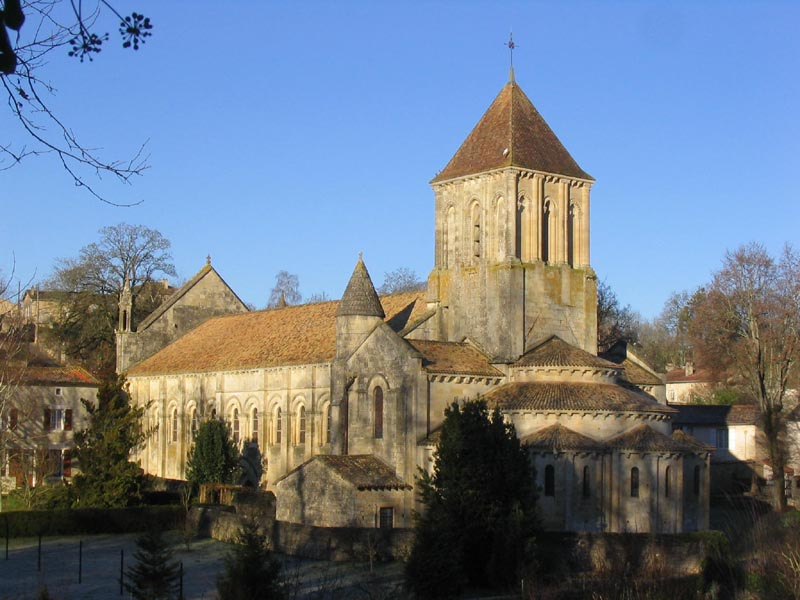
メルのサン＝ティレール教会（ID868-067）

- サント : サン＝トゥトロプ教会 (église Sainte-Eutrope)（ID868-065）
- サン＝ジャン＝ダンジェリ : サン＝ジャン＝バチスト王立修道院 (abbaye royale Saint-Jean-Baptiste)（ID868-066）
- メル : サン＝ティレール教会 (église Saint-Hilaire)（ID868-067）
- オルネイ (fr:Aulnay) : サン＝ピエール教会 (église Saint-Pierre)（ID868-068）
- ポワチエ : サン＝ティレール＝ル＝グラン教会 (église Saint-Hilaire-le-Grand)（ID868-069）
- ポン (fr:Pons (Charente-Maritime)) : 旧レ・ペルラン施療院 (ancien hôpital des Pèlerins)（ID868-070）

#### プロヴァンス＝アルプ＝コート・ダジュール地域圏
- アルル ：サン＝トノラ教会跡（アリスカン墓地）  (Eglise St Honorat)（ID868-71）
  - 世界遺産「ローマ遺跡とロマネスク様式建造物群の街アルル」の一部としても登録されている（ID164-006）。

### 巡礼路
いくつもある巡礼ルートのうち、ル・ピュイの道 (fr:Via Podiensis) の以下の範囲が対象である。

#### ラングドック＝ルシヨン地域圏とミディ＝ピレネー地域圏
- ナスビナル (fr:Nasbinals) - サン＝シェリ＝ドブラック (fr:Saint-Chély-d'Aubrac) 間の17km （ID868-072）

#### ミディ＝ピレネー地域圏
- サン＝コーム＝ドルト (fr:Saint-Côme-d'Olt) - エスタン (fr:Estaing) 間の17 km（ID868-073）
- モントルドン (fr:Montredon) - フィジャック (Figeac) 間の18 km（ID868-074）
- ファイセル (fr:Faycelles) - カジャルク (fr:Cajarc 間の22.5 km（ID868-075）
- バッシュ (fr:Bach) - カオール間の26 km（登録ID868-076）
- レクトゥール (fr:Lectoure) - コンドン (fr:Condom)間の35 km（ID868-077）

#### アキテーヌ地域圏
- アルー (fr:Aroue) - オスタバ (fr:Ostabat) 間の 22 km（ID868-078）

## 登録基準
この世界遺産は世界遺産登録基準のうち、以下の条件を満たし、登録された（以下の基準は世界遺産センター公表の登録基準からの翻訳、引用である）。
- (2) ある期間を通じてまたはある文化圏において、建築、技術、記念碑的芸術、都市計画、景観デザインの発展に関し、人類の価値の重要な交流を示すもの。
- (4) 人類の歴史上重要な時代を例証する建築様式、建築物群、技術の集積または景観の優れた例。
- (6) 顕著で普遍的な意義を有する出来事、現存する伝統、思想、信仰または芸術的、文学的作品と直接にまたは明白に関連するもの（この基準は他の基準と組み合わせて用いるのが望ましいと世界遺産委員会は考えている）。